# Lettre d'Amarna EA 86
La lettre d'Amarna EA 86 fait partie d'une archive de tablettes d'argile contenant la correspondance diplomatique entre l'Égypte et d'autres souverains du Proche-Orient pendant le règne du pharaon Akhenaton, de son prédécesseur Amenhotep III et de ses successeurs. Ces tablettes ont été découvertes à Amarna et sont donc connues sous le nom de Lettres d'Amarna. Toutes les tablettes sont inscrites en écriture cunéiforme,.
La lettre amarnienne EA 86, intitulée : « Plainte à un fonctionnaire », est une lettre sur tablette d'argile de longueur moyenne écrite par Rib-Hadda de la cité-état de Byblos (nommée Gubla dans la lettre) à Amanappa, un fonctionnaire de la cour du pharaon.
La lettre présente une surface dégradée de l'argile ; elle a également des coins et une partie d'un côté manquants. L'avers de la tablette ne permet pas de traduire facilement les dernières lignes du recto et du verso, les lignes 18-22. D'autres lacunes se retrouvent tout au long de la traduction.
EA 86 est une tablette d'argile ovale, en forme d'un épais coussin. Elle se trouve au British Museum, no 29804.

## Recto/Verso
Avec des lacunes en grande partie restaurées, sauf les lignes 18-22.
Recto
(Lignes 1-5)- [Dites à] Ama[nappa] : Message de Rib-Had[da]. Je tombe [à tes pieds]. Qu'Aman, [le dieu du roi], ton seigneur, établisse ton honneur [en présence] du roi, ton seigneur.
(5)- Écoutez-moi
(5-12)- La guerre est sévère, venez donc avec des archers pour prendre le pays d'Amurru. Jour et nuit, on vous a crié [et ils disent que] ce qui est pris d'eux à Mittana est très grand.
(13-17)- Tu as dit : « Yanhamu t'a envoyé du grain ». N'as-tu pas entendu ? Un serviteur [...] [...]
(18-22)- ...
Verso
(23-30)- [Et être in]formé que Um]mah[nu-avec son mari, Milku]ru-le ma[idservant de la Dame] de GUBLA ...] ... [Parlez-en au roi [pour qu'il] le présente à la Dame. Ne retenez rien.
(31-40)- En outre, parle au [roi] pour que [le grain], le produit du pays de Ya[ rmuta], soit donné à [son serviteur], comme il a été [autrefois] donné à Sumur, afin que nous puissions nous maintenir en vie jusqu'à ce que le roi se rende dans sa ville. Depuis 3 ans, je suis constamment dépouillé de notre grain ; il n'y a rien à payer pour les h[ors].
(41-50)- Pourquoi le roi devrait-il g[rer] 30 paires de [chevaux] et toi [toi-même] en prendre 10 paires ? Si tu prends des chevaux, prends-les tous, mais qu'on donne du grain du pays de Y[arimuta] pour que nous le mangions. (avers et revers, avec des lacunes en grande partie restaurées, sauf les lignes 18-22).